# 濱田英嗣
濱田 英嗣 （はまだ えいじ、1953年 - ）は日本の水産学者。現在は摂南大学農学部教授。農学博士（九州大学、1987年）。専門は水産経済学。

## 経歴・人物
和歌山県生まれ。高崎経済大学経済学部卒業。九州大学農学研究科博士課程単位取得退学退学。1987年農学博士取得。1984年長崎大学水産学部助手、1987年長崎大学水産学部助教授、1991年東京水産大学水産学部資源管理学科助教授を経て、1998年下関市立大学経済学部教授に就任。2019年6月同大学名誉教授。2020年4月より現職。
2008年10月下関市立大にフグ研究の拠点「フク資料室」を開設し、国内外の研究者と「フグ産業研究会」を立ち上げ、下関フグのブランド力探求を研究。従来のフグ研究は毒や生態系など自然科学的なアプローチが主流であるが、新たな研究拠点を設け、経済学や歴史学といった社会・人文科学の新しいアプローチを加えて深く研究することを課題としている。

## 著編書

### 著書
- 『ブリ類養殖の産業組織 - 日本型養殖の展望』成山堂書店 2003年
- 『生鮮水産物の流通と産地戦略』成山堂書店 2011年

### 編書
- 『ブリの資源培養と養殖業の展望』（松山倫也・桧山義明・虫明敬一との共編）恒星社厚生閣、2006年
- 『下関フグのブランド経済学 1』（編著）筑波書房 2009年
- 『下関フグのブランド経済学 2』（編著）筑波書房 2012年

## 所属学会
- 漁業経済学会
- 地域漁業学会
- フードシステム学会
- 日本流通学会
- 地域政策学会

## 受賞
- 漁業経済学会学会奨励賞 1989年
- 漁業経済学会賞/地域漁業学会賞 2003年

## 社会活動
- 養殖魚インフォメーションセンター検討委員会（全国かん水養魚協会）委員長
- 水産物サプライチェーン流通総合企画委員（水産庁・魚価安定基金）
- 山口県卸売市場審議会委員
- 北九州市中央卸売市場開設運営協議会委員